# Shahrestān di Bam
Lo shahrestān di Bam (farsi شهرستان بم) è uno dei 23 shahrestān della provincia di Kerman, il capoluogo è Bam. Lo shahrestān è suddiviso in 4 circoscrizioni (bakhsh): 
- Centrale (بخش مرکزی), con le città di Bam e Baravat.
- Ganbaki (بخش گنبکی)
- Rudab (بخش روداب)

La circoscrizione di Fahraj (بخش فهرج) è diventata shahrestān, così come Narmashir.